# ثمن المشاعر
مسلسل (ثمن المشاعر) من تأليف الأعلامية غادة البشر وإخراج هشام العبدي.

## بطولة
- مريم الغامدي
- جعفر الغريب
- أحمد الحسن
- وفاء مكي
- ميثم الرزق

بمشاركة الفنانين
- علي الشويفعي
- يعقوب المرزوق
- مشاري الشريف
- عبدالله العبدي

تم التنسيق من طرف حسن العبدي والإنتاج من طرف مؤسسة العوفي للإنتاج الفني بالهفوف (يحيى العوفي وعلي الشوملي)، بمشاركة مجموعة اكتور الفنية.